# Alexander Balas
Alexander I (Grieks Αλέξανδρος), bijgenaamd Balas (van Bēl, "heer"), was koning van het hellenistische Seleucidenrijk (Syrië) van 152 tot aan zijn dood in augustus 145 v.Chr.).
Hij beweerde een jongere zoon van Antiochus IV en Laodice IV te zijn, kwam met onder andere Romeinse hulp in 152 in opstand, en verkreeg in 150 de alleenheerschappij over het Seleucidenrijk na de nederlaag en de dood van zijn voorganger Demetrius I. Hij was een marionet in de handen van de koningen van Pergamon en Egypte, en als koning totaal incompetent, maar hij genoot wel de volle steun van de Romeinse Senaat, omdat men te Rome een heropleving van de macht der Seleuciden vreesde indien de rechtmatige opvolger van Demetrius I de troon zou beklimmen.
Aan de regering van Alexander Balas kwam een einde toen hij met geweld verdreven werd en daarbij omkwam. Zijn bewind kan gezien worden als het begin van een periode van burgeroorlogen die de desintegratie van het Seleucidenrijk in de hand hebben gewerkt.